# Droga krajowa B3 (Niemcy)
Droga krajowa 3 (niem. Bundesstraße 3, B 3) – niemiecka droga krajowa przebiegająca  z północy na południe, od skrzyżowania z drogą B73 koło Hamburga przez Soltau, Bergen, Celle, Hanower, Einbeck, Northeim, Getyngę, Kassel, Marburg, Frankfurt nad Menem, Darmstadt, Heidelberg, Karlsruhe, Baden-Baden do granicy ze Szwajcarią w Bazylei.

## Miejscowości leżące przy B3

### Dolna Saksonia
Ovelgönne, Elstorf, Rade, Mienenbüttel, Buchholz, Lohbergen, Höckel, Welle, Wintermoor an der Chaussee, Heber, Hillern, Wolterdingen, Ahlften, Soltau, Wietzendorf, Wardböhmen, Hoope, Bleckmar, Bergen, Offen, Achterberg, Wolthausen, Groß Hehlen, Celle, Adelheidsdorf, Ehlershausen, Otze, Schillerslage, Hanower, Hemmingen, Pattensen, Thiedenwiese, Nordstemmen, Wülfingen, Elze, Gronau (Leine), Banteln, Dehnsen, Goddenau, Alfeld (Leine), Delligsen, Varrigsen, Ammensen, Langenstruck, Kuventhal, Einbeck, Salzderhelden, Hohnstedt, Edesheim, Northeim, Nörten-Hardenberg, Bovenden, Getynga, Dransfeld, Wellersen, Scheden, Hann. Münden.

### Hesja
Wilhelmshausen, Wahnhausen, Schocketal, Ihringshausen, Kassel, Borken (Hessen), Kerstenhausen, Bad Zwesten, Jesberg, Richerode, Gilserberg, Lischeid, Josbach, Walsdorf, Schöne Aussicht, Schwarzenborn, Schönstadt, Cölbe, Marburg, Niederweimer, Argenstein, Wolfshausen, Roth, Fronhausen, Staufenberg, Gießen, Langgöns, Kirch-Göns, Pohl-Göns, Butzbach, Bad Nauheim, Friedberg (Hessen), Wöllstadt, Okarben, Kloppenheim, Dortelweil, Nieder-Erlenbach, Bad Vilbel, Frankfurt nad Menem, Egelsbach, Wixhausen, Darmstadt, Birkenbach, Alsbach, Zwingenberg, Bensheim, Heppenheim (Bergstraße).

### Badenia-Wirtembergia
Laudenbach, Hemsbach, Weinheim, Hirschberg an der Bergstraße, Schriesheim, Dossenheim, Heidelberg, Leimen, Nußloch, Weisloch, Rot-Malsch, Bad Schönborn, Stellfeld, Ubstadt, Bruchsal, Untergrombach, Weingarten (Baden), Karlsruhe, Ettlingen, Neumalsch, Rastatt, Baden-Baden, Sinzheim, Steinbach, Eisental, Bühl, Ottersweier, Sasbach, Achern, Önsbach, Renchen, Urloffen, Appenweier, Offenburg, Hohburg, Friesenheim, Lahr/Schwarzwald, Kippenheim, Mahlberg, Ettenheim-Altdorf, Kappel-Grafenhausen, Ringsheim, Herbolzheim, Kenzingen, Hecklingen, Malterdingen, Teningen, Emmendingen, Denzlingen, Gundelfingen, Fryburg Bryzgowijski, Schallstadt, Norsingen, Staufen im Breisgau, Bad Krozingen, Heitersheim, Buggingen, Hügelheim, Müllheim im Markgräflerland, Auggen, Schliengen, Hertingen, Kallenherberg, Welmlingen, Efringen-Kirchen, Schallbach-Egringen, Eimeldingen, Haltingen, Weil am Rhein.

## Historia
Droga przebiega z północy na południe i pokrywa się częściowo z historycznymi szlakami i drogami.
W okolicach Frankfurtu nad Menem pokrywa się częściowo ze średniowieczną drogą handlową z Frankfurtu do Heidelbergu. W drugiej połowie XVIII w. drogę od Heidelbergu na północ i południe zaczęto utwardzać. 1768 utwardzono również drogę między Hanowerem a Getyngą.
W 1901 droga z Frankfurtu do Bazylei została oznakowana jako Badeńska droga krajowa nr 1. W 1932 wyznaczono Reichstraße 3, która przebiegała przez Hamburg aż do Lubeki.
Z biegiem czasu części drogi były rozbudowywane i podnoszone do rangi autostrady, jak np. A37 w granicach Hanoweru lub bieg drogi przenoszony był na autostrady, np. A661.